# Pintor de Lecce 1075
Pintor de Lecce 1075 es el nombre convenido de un pintor de vasos cerámica griega de Apulia, activo desde aproximadamente el 340 hasta el 320 a. C.
Llamado así por el pélice de Lecce) trabajó durante la llamada fase intermedia de la pintura de vasos decorados con estilo de Egnacia.
Desarrolló su obra bajo la influencia del Pintor de rosas (probablemente fue su alumno) y al principio de su carrera representó figuras completas, por ejemplo una mujer o erote con alas en cráteras, botellas o en un pélice. Gradualmente, sin embargo, se limitó cada vez más a motivos más simples, como cabezas femeninas colocadas entre decoraciones florales (flores, enredaderas o hiedra).